# Wartburg 1.3
O Wartburg 1.3 é um carro produzido pela Automobilwerk Eisenach entre outubro de 1988 e abril de 1991.  O carro era uma versão atualizada do Wartburg 353, com um motor Volkswagen de 1.3 L 4-cil e quatro tempos, como também usado na segunda geração do Volkswagen Polo, em vez do original de 1.0 L 3-cil e dois tempos do Wartburg 353. O 1.3 foi o substituto do 353.

## História

### Origens
No início dos anos 60, a Automobilwerk Eisenach (AWE) começou a desenvolver um motor de quatro tempos para os carros da Wartburg, porém, o mesmo não foi bem recebido Comitê Central quanto pelo Politiburo do Partido Socialista Unificado da Alemanha (SED). Ao invés do motor de quatro tempos, as lideranças políticas da Alemanha Oriental apostavam no desenvolvimento do motor Wankel, que no fim, não trouxe resultados satisfatórios. Ao mesmo tempo, em 1967, em cooperação com a Bayreuther Motorengesellschaft (BMG), era projetado um motor de dois tempos V6, que estava sendo testado pela Wartburg. Apesar dos testes terem demonstrado um bom desempenho do motor, também se demonstrou altas emissões de gases de escape. Além disso, não havia clima político para manter o projeto.

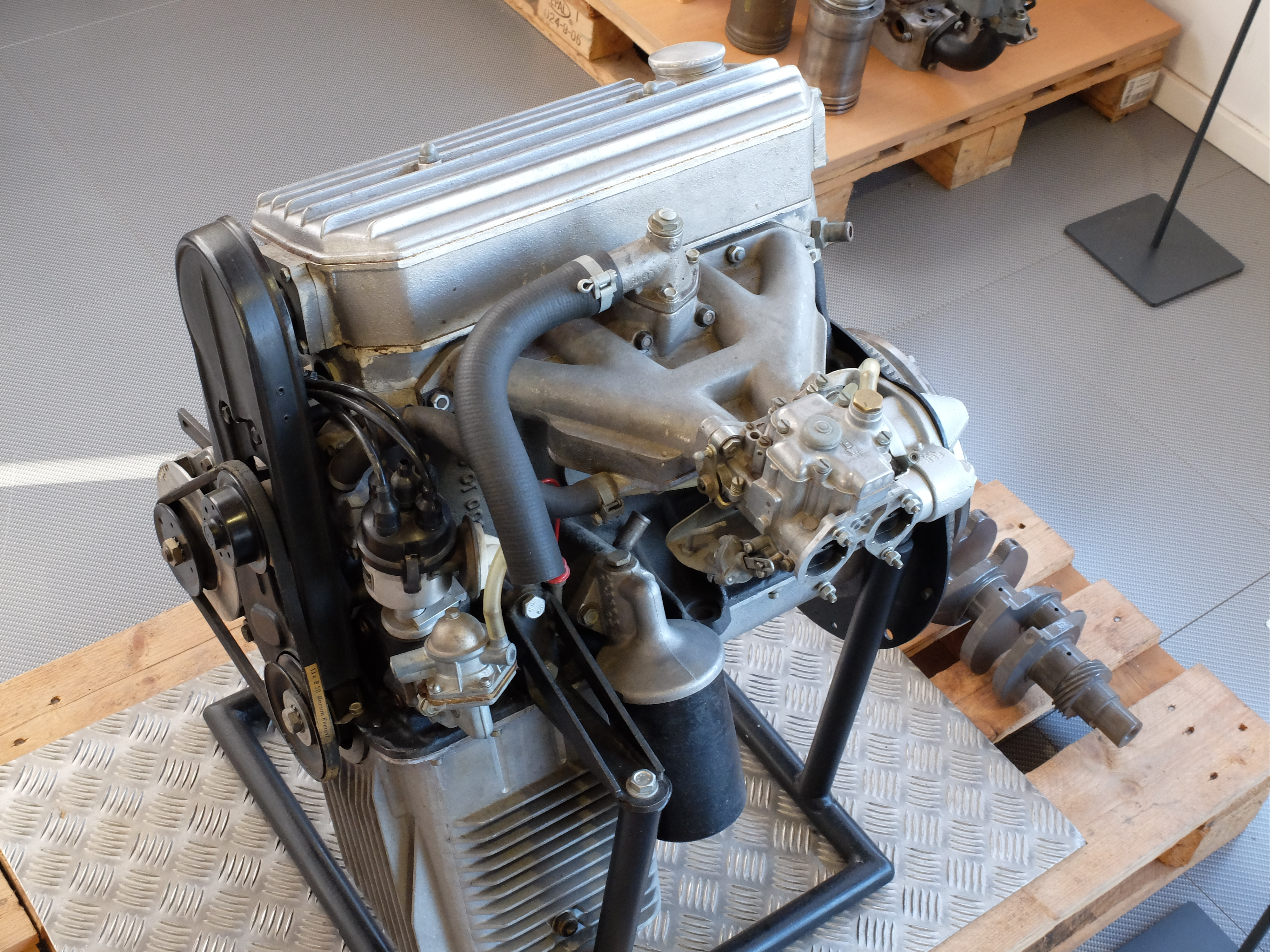
Protótipo do motor AWE 1600

Em julho de 1968, a AWE cancelou todos seus projetos de motores anteriores para trabalhar em seu próprio projeto de motor de quatro tempos, como parte do desenvolvimento do Perspektiv-Pkw (Perspectiva de Carro de Passageiros). O resultado foi o AWE 1600 - um motor 1.6 de quatro cilindros, OHC, quatro tempos, gerando 83 cv (61 kW). O desenho desse motor era similar ao utilizado no Volkswagen K70. O Perspektiv-Pkw acabou sendo cancelado pelas lideranças políticas da Alemanha Oriental, por considerarem o carro muito grande e muito caro, porém, o motor poderia ser instalado no Wartburg 353 com poucas modificações. Variantes de menor cilindrada do motor (1.1 e 1.3) foram propostas para a Trabant e a Wartburg, porém, com o advento do projeto RGW-Auto (na qual a Škoda, da Tchecoslováquia, iria prover o motor), o projeto do AWE 1600 foi cancelado.
Em 1974, o Reino Unido baniu as importações do Wartburg 353 (nomeado lá como Wartburg Knight), devido as emissões do motor de dois tempos utilizado no 353. Isso foi seguido pela proibição de importações dos Wartburgs para a Europa Ocidental, Escandinávia, Peninsula Ibérica e Benelux em 1979, devido aos padrões da ECE. Como resultado disso, 1500 veículos foram estocados na Alemanha Oriental, impedindo as importações, que eram bastante importantes para a economia da Alemanha Oriental. Como resultado dessa situação, o governo da Alemanha Oriental, em seu planejamento central de 1978, ordenou 7500 veículos da Wartburg com motores de quatro tempo. Porém, na época, a AWE já não contava com um motor em estado de arte disponível, além de que a instalação do motor seria um projeto longo e bastante caro, o que fez o estado voltar atrás com a requisição. 
Em 6 de novembro de 1979, o Politiburo do SED decidiu cancelar todos os projetos de desenvolvimento de carros de passageiros na Alemanha Oriental, exceto alguns projetos da Trabant. Apesar das importações de modelos com motores de dois tempos para países da Europa Ocidental ter se tornado impossível, a produção de um veículo da Wartburg com um motor de quatro tempos produzido na Alemanha Oriental se tornou impossível.
Devido as enormes dificuldades para vender veículos até em países socialistas, a AWE conseguiu aprovação do governo da Alemanha Oriental para desenvolver um motor de quatro tempos em 1981. A fábrica projetou um motor de três cilindros e quatro tempos, podendo ser instalado longitudinalmente (sendo instalado em um Wartburg sem muitas modificações). Não existiam muitos motores similares na época, com somente a Daihatsu construindo motores semelhantes (apesar de serem instalados transversalmente). Vários fornecedores já se preparavam para a produção em série do motor, porém, em outubro de 1984, o Politiburo decidiu cancelar o projeto.

### Desenvolvimento

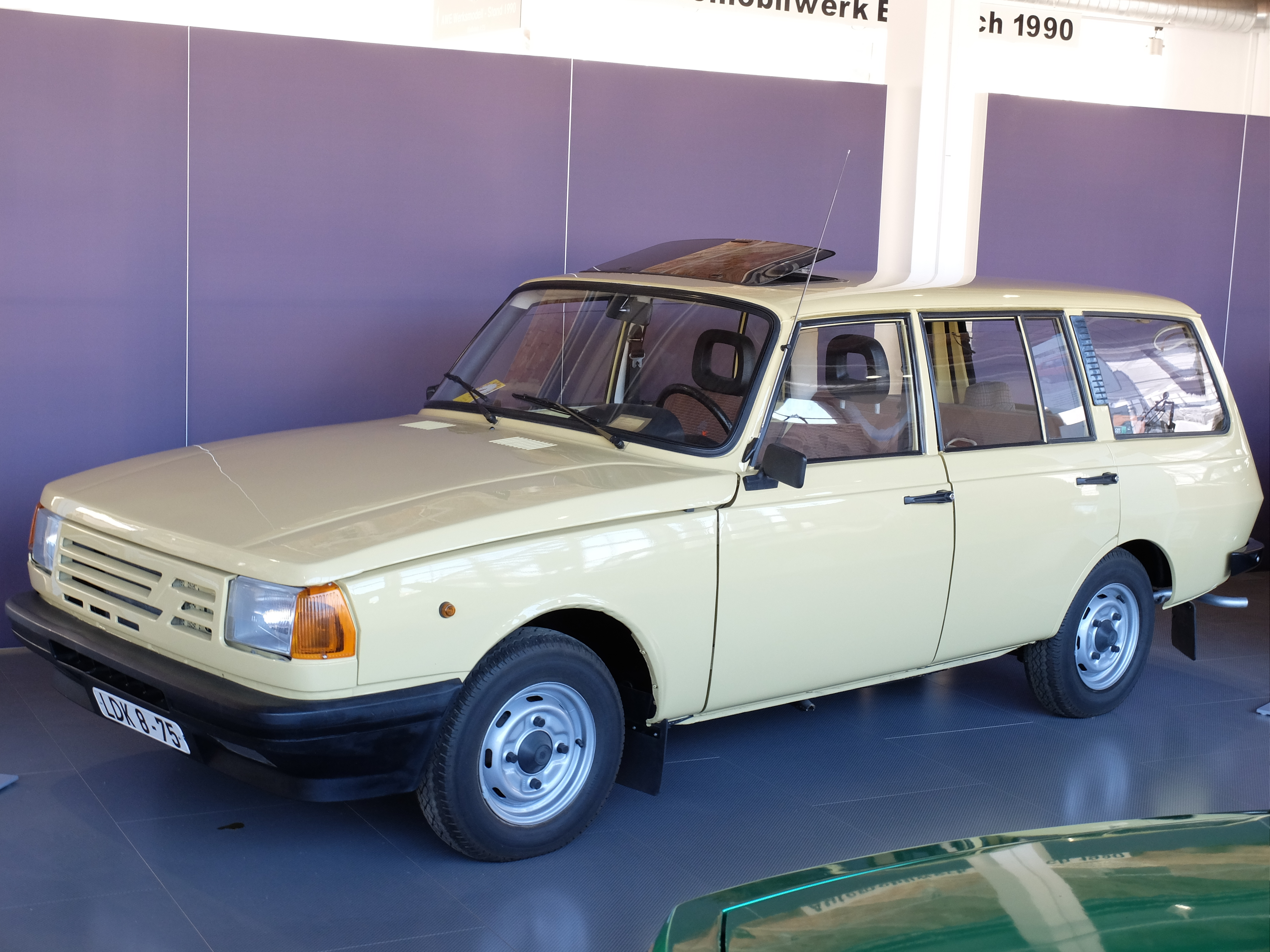
O protótipo "Nasenbär", que serviu para testar a montagem longitudinal do novo motor

Apesar do antagonismo ideológico, as lideranças politicas da Alemanha Oriental vieram com a idéia de produzir o motor Volkswagen EA111 sob licença na fábrica da Barkas em Karl-Marx-Stadt (Chemnitz). Na Feira de Hannover de 1984, o Secretário do Comitê Central do SED para Assuntos Econômicos, Günter Mittag, fechou um contrato com a Volkswagen AG sem a sanção do governo da Alemanha Oriental. Foi descoberto que o motor era muito longo para ser montado longitudinalmente ou para caber entre as rodas dianteiras em uma instalação transversal no Wartburg 353,  além de precisar de uma nova transmissão. Sem muita escolha (devido a decisão ter sido tomada pelas lideranças políticas), foi decidido que o novo motor iria entrar no cofre do Wartburg 353 de qualquer forma. 
Secretamente, um Wartburg 353W foi enviado para a planta da Volkswagen em Wolfsburg e equipado com um motor da fabricante alemã. Em Eisenach, foi construído um protótipo baseado em um 353W Tourist, com motor longitudinal e transmissão original do 353W, apelidado de Nasenbär (Quati) por causa de seu nariz comprido. Por motivos estéticos, dirigibilidade difícil e especificações da Barkas (responsável pela construção do motor sob licença), o projeto foi cancelado em 1986. A Wartburg escolheu a opção transversal e, portanto, uma nova transmissão teve que ser desenvolvida (com a alavanca de câmbio migrou para o chão, em vez de na coluna onde normalmente era encontrado em Wartburgs), bem como uma frente totalmente nova, o que exigia um investimento maior até que a despesa projetada de fabricação do AWE 1600, projetado nos anos 70.

### Produção
Em 12 de outubro de 1988, começou a produção em série do Wartburg 1.3 em Eisenach. O motor, originalmente desenvolvido para a segundo geração do Volkswagen Polo, era produzido sob licença pela Barkas, sendo renomeado BM 860. O BM 860 tinha 1272cc (1.3 l), quatro cilindros, carburado e gerava 58 cv (43 kW). Em adição do novo motor, o carro recebeu com uma nova transmissão AWZ, manual de quatro velocidades. O chassis era basicamente idêntico ao utilizado no 353, com modificações para a montagem do novo motor. Os freios também eram os mesmos do 353, porém, houve modificações na largura dos eixos, que aumentou  para melhorar a dirigibilidade. 
Externamente, o 1.3 era bastante similar a do Wartburg 353, porém, contava com uma grade mais simplificada e moderna. Os faróis eram integrados com indicadores verticais, com repetidores nos para lamas. As luzes traseiras eram maiores e mais modernas. Internamente, houve poucas modificações, como forros internos e novos apoios para a cabeça.
O carro veio em três versões: a sedã, uma versão do sedã mais luxuosa (S), a perua (Tourist) e a camionete (Trans).

## Vendas
Sendo bastante caro (quase o dobro do preço do 353W, modelo que o precedeu), o 1.3 vendeu lentamente desde o início.  O 353W, com motor dois tempos, continuou a ser construído até 1989, quando carros importados foram disponibilizados para venda na Alemanha Oriental . Ter um motor de quatro tempos não era novidade suficiente para convencer os compradores, especialmente nos mercados de exportação ocidentais. No fim de sua produção, em 1991, o Wartburg recebeu várias peças internas do Opel Kadett E, como bancos frontais e forros de portas. 
Após a reunificação alemã em outubro de 1990, o Wartburg 1.3 não era mais competitivo e a produção desacelerou até ser descontinuado em 10 de abril de 1991. Um total de 152.757 Wartburg 1.3 foram construídos, cerca de metade deles destinados à exportação. 

## Protótipos

### Wartburg 1.3 Tourist L
A Karmann mostrou um protótipo mais luxuoso baseado na versão Tourist, chamado simplesmente de Tourist L. O carro tinha teto solar de vidro, rack de teto, vidros fumê, interior atualizado e nova grade.  

### Wartburg 1.3 New Line
Em 1990, a AWE lançou o Wartburg 1.3 New Line, criado em parceria com a Irmscher, como uma tentativa de manter o o Wartburg 1.3 no mercado. O carro contava com novos para-choques (vindos do Kadett E), saias e spoilers. Também recebeu novos espelhos retrovisores da Engelmann e rodas de liga leve de 14" da Irmscher. O interior recebeu assentos esportivos da Opel e forros de porta novos. Também foram montadas suspensões da Blistein. 
Foram construídos dois protótipos do New Line. Maioria dos acessórios utilizados nos protótipos foram oferecidos no mercado por alguns anos depois.  

### Wartburg 1.4
Um Wartburg 1.4 também foi desenvolvido em 1990, com motor Renault. Isso foi uma tentativa de reduzir os custos (que estavam aumentando rapidamente após a reunificação). Um protótipo operacional foi construído, mas foi decidido liquidar a Automobilwerk Eisenach em vez de continuar a produção.

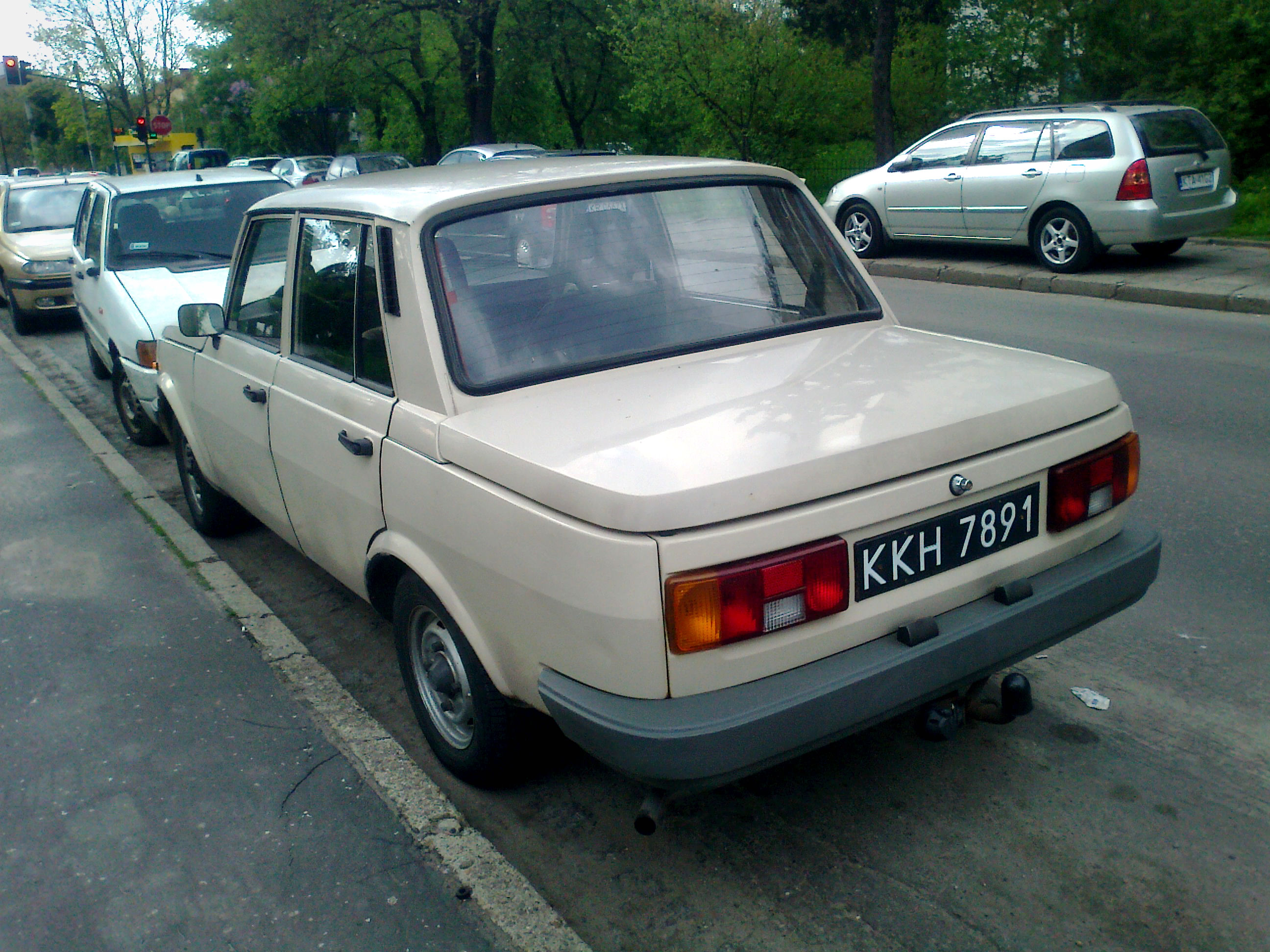
Traseira do 1.3 sedan
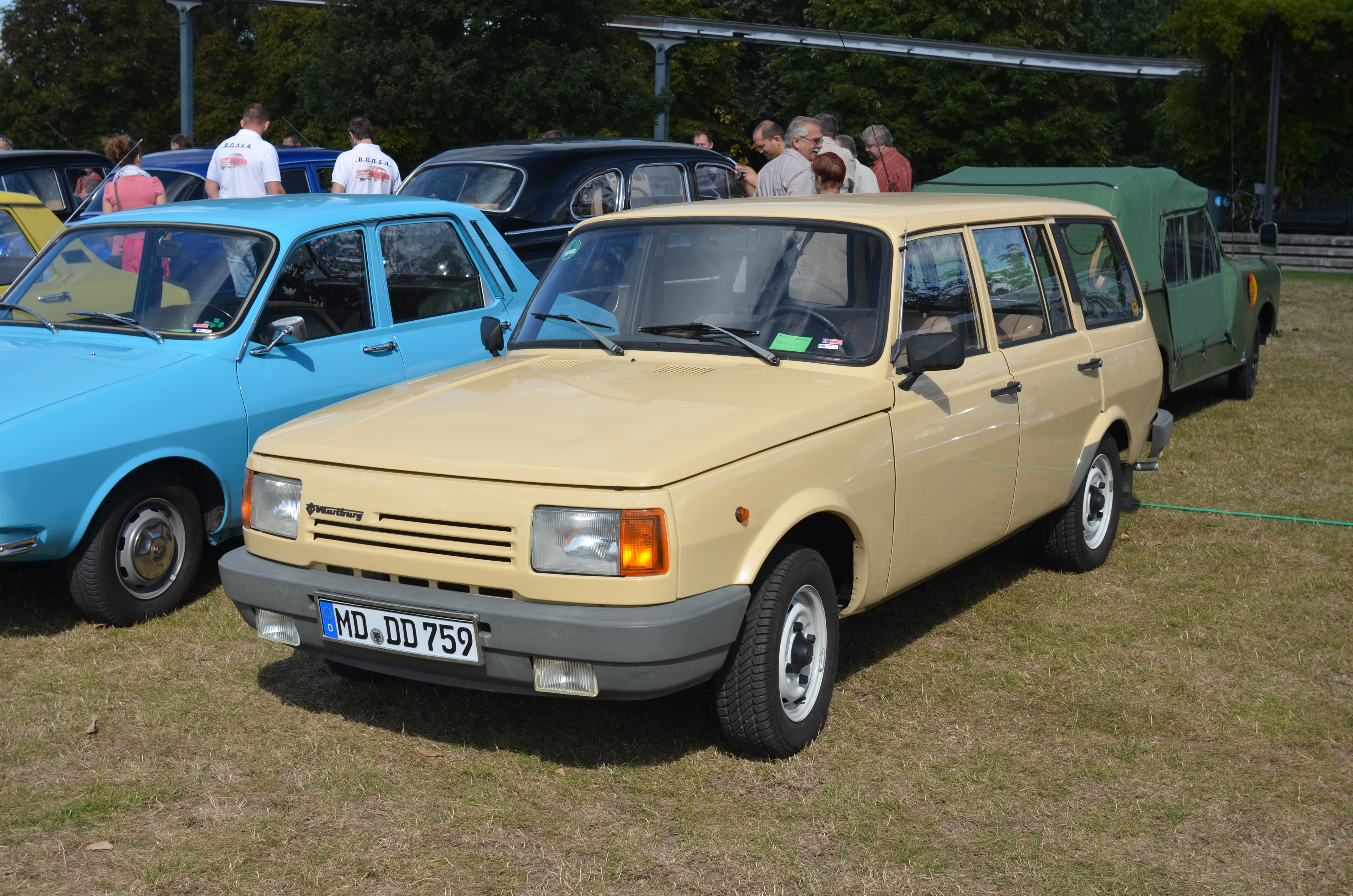
Wartburg 1.3 Tourist (frente)
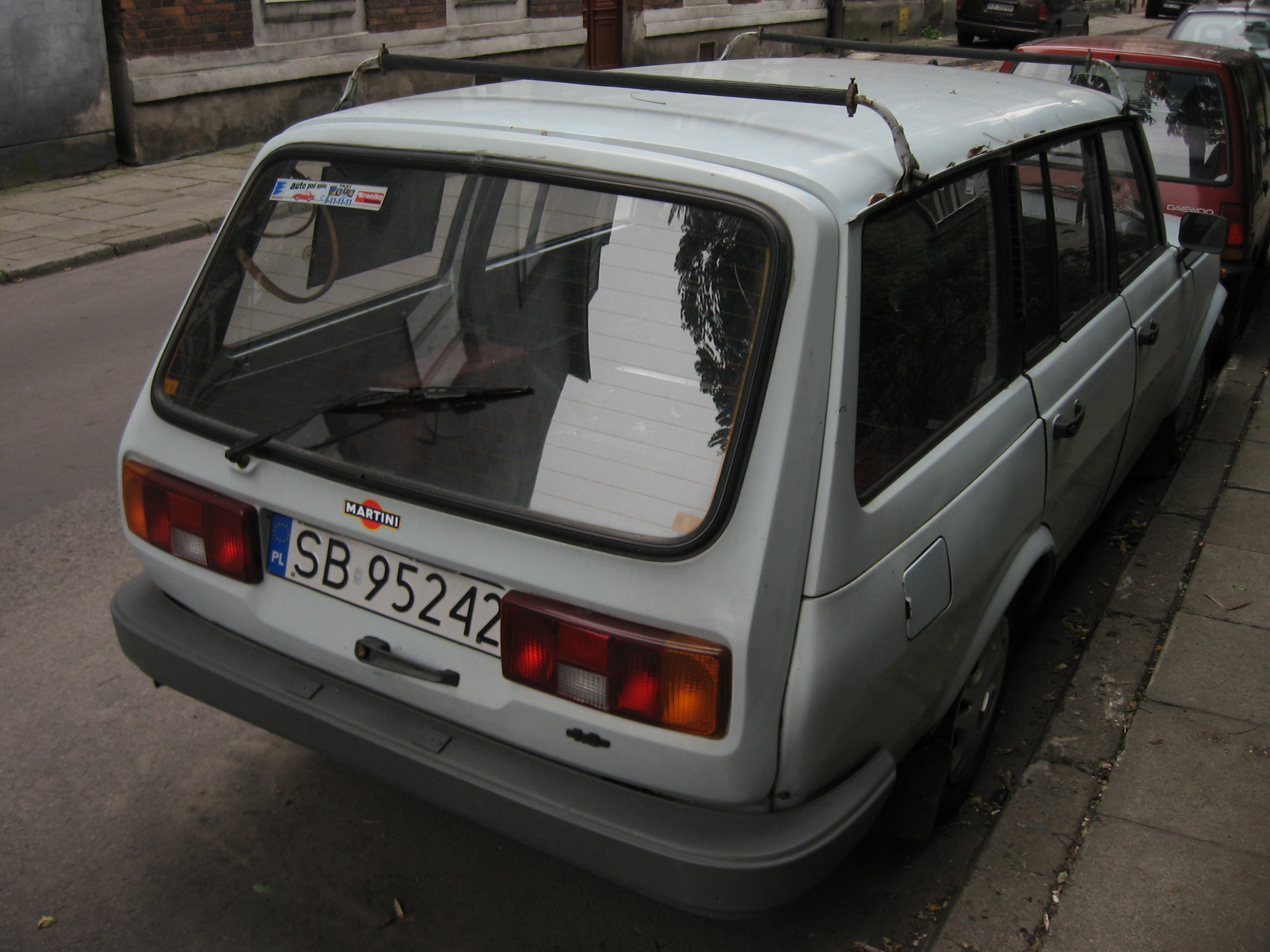
Wartburg 1.3 Tourist (traseira)
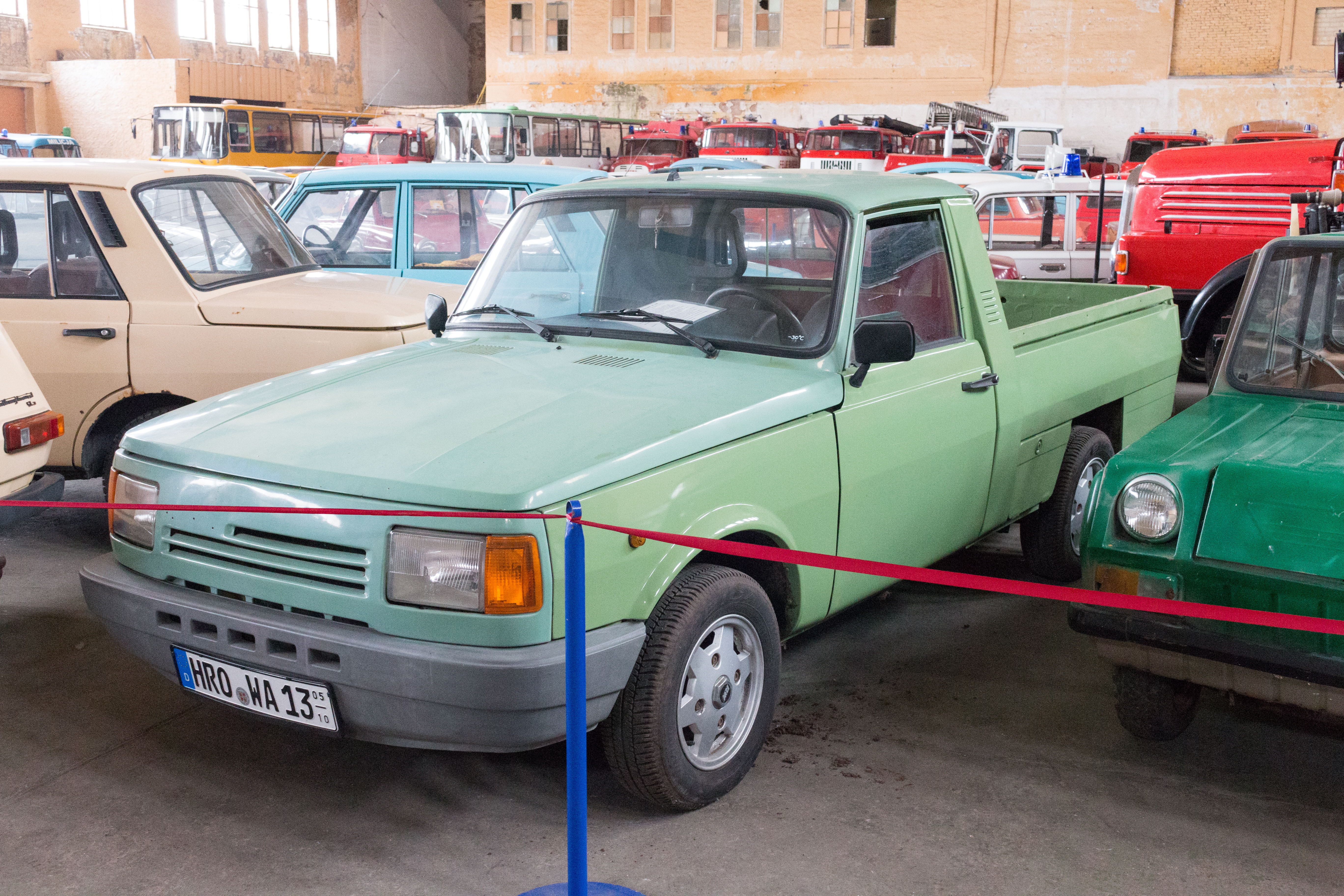
Wartburg 1.3 Trans
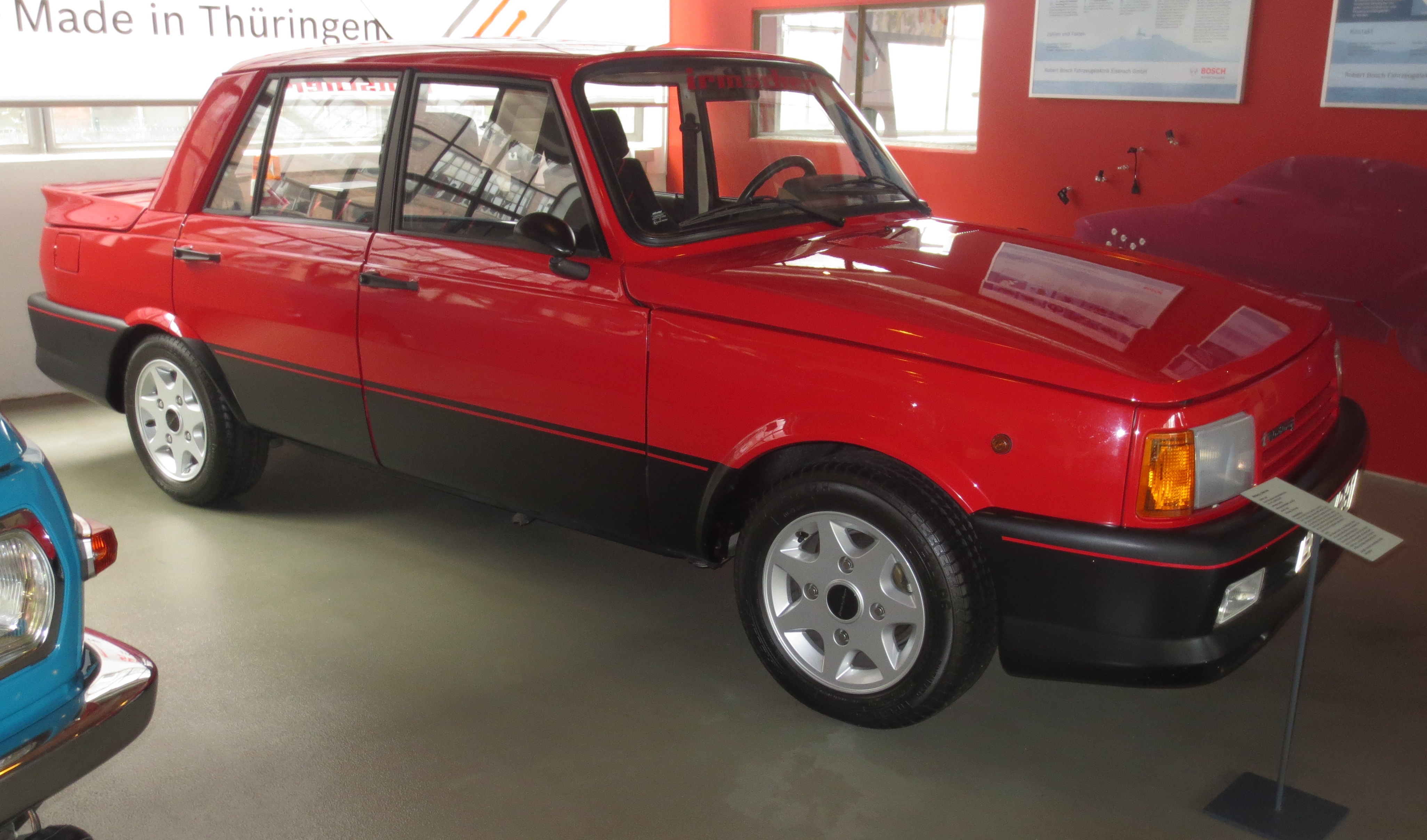
Wartburg 1.3 New Line
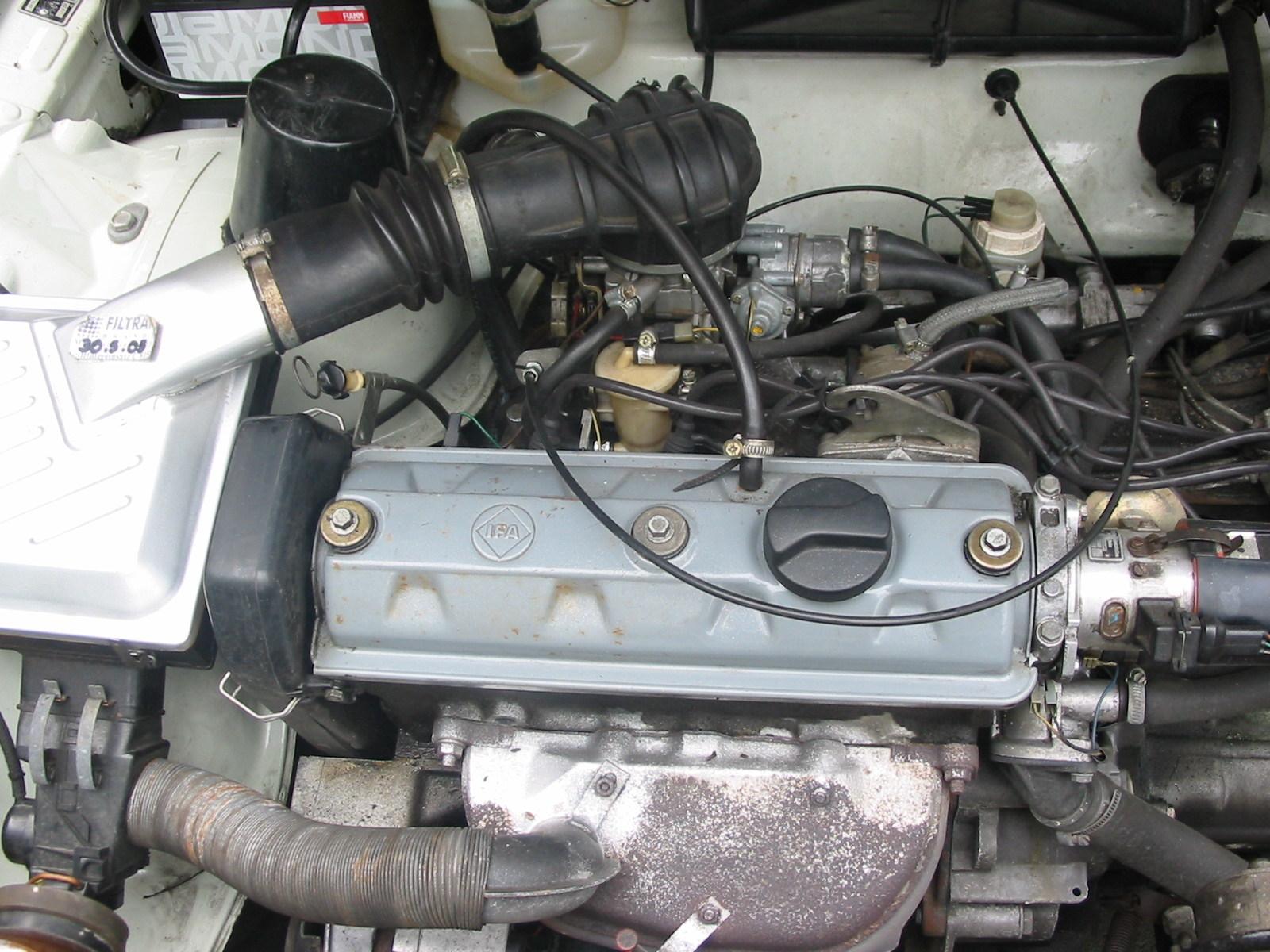
O motor EA 111 (renomeado BM 860 pela IFA)